# Santa Teresita (Turrialba)
Santa Teresita es un distrito del cantón de Turrialba, en la provincia de Cartago, de Costa Rica.

## Historia
Santa Teresita fue creado el 11 de junio de 1968 por medio de Decreto Ejecutivo 20. Segregado de Peralta.

## Geografía
Santa Teresita cuenta con un área de 60,14 km² y una altitud media de 480 m s. n. m.

## Demografía
Para el año 2022, Santa Teresita cuenta con una población estimada de 6121 habitantes, y para el último censo efectuado, en 2011, Santa Teresita contaba con una población de 4744 habitantes.

## Localidades
- Cabecera: Lajas
- Barrios: Cooperativa.
- Poblados: Bonilla Arriba, Buenavista, Cas, Cimarrones, Colonia Guayabo, Colonia San Ramón, Corralón, Dulce Nombre, El Dos, Fuente, Guayabo (parte), Líbano, Nueva Flor, Palomo, Pradera, Sandoval, Santa Tecla, Sauce, Torito (parte), Torito Sur.

## Transporte

### Carreteras
Al distrito lo atraviesan las siguientes rutas nacionales de carretera:
- Ruta nacional 415